# Informe Brundtland
El Informe Brundtland fue publicado en 1987 para las Naciones Unidas. El informe enfrenta y contrasta la postura del desarrollo económico actual junto con el de la sustentabilidad o sostenibilidad ambiental. Realizado por la Comisión Brundtland y liderado por la ex primera ministra noruega Gro Harlem Brundtland, el texto tiene el propósito de analizar, criticar y replantear las políticas de desarrollo económico globalizador, reconociendo que el actual avance social se está llevando a cabo a un costo medioambiental alto.

## Desarrollo
El informe fue elaborado por distintas naciones en 1987 para la ONU, por una comisión encabezada por la doctora Gro Harlem Brundtland, entonces primera ministra de Noruega. Originalmente, se llamó Nuestro Futuro Común (Our Common Future, en inglés). En este informe, se utilizó oficialmente el término desarrollo sustentable, definido como aquel que satisface las necesidades del presente sin comprometer las necesidades de las futuras generaciones, concepto introducido en el lenguaje de las ciencias económicas por el economista germanobritánico Ernst Friedrich Schumacher en los ensayos Lo pequeño es hermoso. Implica un cambio muy importante en cuanto a la idea de sustentabilidad, principalmente ecológica, y a un marco que da también énfasis al contexto económico y social del desarrollo.
Este informe impulsó oficialmente la necesidad de abrazar el desarrollo sostenible como política de Estado entre las naciones que integran la ONU.

## Objetivos
- Llevar a cabo dos tipos de restricciones:
  - Ecológicas, es decir, la conservación de nuestro planeta Tierra.
  - Morales: renunciar a los niveles de consumo a los que no todos los individuos puedan aspirar.
- Crecimiento económico en los lugares donde no se satisfacen las necesidades anteriores, es decir, en los países pobres.
- Control demográfico, referido principalmente a las tasas de natalidad.
- No poner en peligro los sistemas naturales que sostienen la vida en la Tierra.
- La conservación de los ecosistemas debe estar subordinada al bienestar humano, pues no todos los ecosistemas pueden ser conservados en su estado virgen.
- El uso de los recursos no renovables debe ser lo más eficiente posible.
- Cuidar el planeta y sus alrededores.

El desarrollo sostenible requiere entender que la inacción traerá consecuencias; se deben cambiar las estructuras institucionales y fomentar las conductas en relación con los objetivos anteriormente descritos. También se puso de manifiesto la necesidad de llevar a cabo una nueva conferencia a nivel mundial, dado que los objetivos propuestos en conferencias anteriores no estaban siendo cumplidos. Así, en 1992 se llevó a cabo la  Conferencia Sobre Medio Ambiente y Desarrollo  en Río de Janeiro. La «Declaración de Río sobre el Medio Ambiente y el Desarrollo» aclara el concepto de desarrollo sostenible.

## Estructura del Informe Brundtland
El informe cuenta con la siguiente estructura: inicia con un mensaje elaborado por la presidenta de la comisión Gro Harlem Brundtland, el informe se divide en:
CAPÍTULO I: Preocupaciones comunes
CAPÍTULO II: Tareas comunes
CAPÍTULO III: Esfuerzos comunes

## Concepto de desarrollo sostenible
La primera vez en la historia de la humanidad que se abordó el concepto de Desarrollo sostenible fue en vida y obra del Profesor alemán - británico Ernst Friedrich Schumacher (1911-1977). Este economista,   académico, investigador, filósofo, escritor y conferenciante, formó en Londres el Intermediate Technolgy Development Group (ITDG) en 1965; desde donde desarrolló una intensa labor enfocando a la Economía como una ciencia en la que el ser humano tiene una importancia prioritaria.   Entre las obras del citado autor, se destaca 'Small is Beautiful' (1973), cuya versión en castellano se tituló 'Lo Pequeño es Hermoso' (1978), subtitulada 'Un estudio de economía como si la gente importase'. Incluida por el Sunday Times Literary Supplement como una de las 100 más influyentes de la segunda mitad del siglo XX, esta obra aboga por la conciencia ambiental, el desarrollo sostenible, la organización de la economía a escala humana y la tecnología intermedia, como instrumentales a la relación amigable entre las personas y su entorno.
Aunque el documento encargado por la Comisión Mundial sobre el Medio Ambiente y el Desarrollo, titulado 'Nuestro Futuro Común' (1987) no lo menciona, no queda ninguna duda de que el pionero del enfoque del 'desarrollo sostenible' es el mencionado autor y la obra referida, publicada 14 años antes que el 'Informe Brundtland' (1987).
El desarrollo sostenible es aquel que satisface las necesidades del presente sin comprometer la capacidad de las futuras generaciones para satisfacer sus propias necesidades.

## Críticas
El informe es una constante crítica al modelo económico internacional, al estilo de vida de las personas en la lógica de la oferta y la demanda en cuanto a la capacidad de un consumo desmedido de productos para satisfacer sus necesidades, las cuales muchas veces no son de primera necesidad.

## Comisión Brundtland
Miembros de la Comisión
- Presidente: Gro Harlem Brundtland (Noruega)
- Vicepresidente: Mansour Khalid (Sudán)
- Susanna Agnelli (Italia)
- Saleh A. Al-Athel (Arabia Saudita)
- Bernard Chidzero (Zimbabue)
- Lamine Mohammed Fadika (Costa de Marfil)
- Volker Hauff (República Federal de Alemania)
- Istvan Lang (Hungría)
- Ma Shijun (República Popular de China)
- Margarita Marino de Botero (Colombia)
- Nagendra Singh (India)
- Paulo Nogueira-Neto (Brasil)
- Saburo Okita (Japón)
- Shridath S. Ramphal (Guyana)
- William D. Ruckelshaus (Estados Unidos)
- Mohammed Sahnoun (Argelia)
- Emil Salim (Indonesia)
- Vladimir Sokolov (Unión Soviética)
- Janez Stanovnik (Yugoslavia)
- Maurice Strong (Canadá)
- Jim MacNeill (Canadá)